# Barikanchi jezik
Barikanchi jezik (ISO 639-3: bxo), vojni pidžinski jezik temeljen na hauskom [hau], koji se govori jedino u nigerijskim vojarnama kao drugi jezik.
Broj govornika nije poznat.

## Vanjske poveznice
- Ethnologue (14th)
- Ethnologue (15th)